# Tribunal de Justiça do Estado do Tocantins
O Tribunal de Justiça do Tocantins (TJTO) é o órgão máximo do Poder judiciário do Estado brasileiro do Tocantins. 
Foi instalado primeiramente no Fórum de Miracema em 6 de janeiro de 1989, após a criação do estado. Seu primeiro presidente foi Osmar José da Silva.
Atualmente composto por 12 desembargadores, é presidido por Helvécio de Brito Maia Neto.